# Bistum Linares (Chile)
Das Bistum Linares (lat.: Dioecesis Linarensis, span.: Diócesis de Linares) ist eine in Chile gelegene Diözese der römisch-katholischen Kirche mit Sitz in Linares. 
Es wurde am 18. Oktober 1925 durch Papst Pius XI. mit der Päpstlichen Bulle Notabiliter Aucto aus Gebietsabtretungen des Bistums Concepción errichtet und dem Erzbistum Santiago de Chile als Suffraganbistum unterstellt.

## Bischöfe von Linares
- Miguel León Prado, 1925–1934
- Juan Subercaseaux Errázuriz, 1935–1940, dann Erzbischof von La Serena
- Francisco Javier Valdivia Pinedo, 1940–1941
- Roberto Moreira Martínez, 1941–1958
- Augusto Osvaldo Salinas Fuenzalida SS.CC., 1958–1976
- Carlos Marcio Camus Larenas, 1976–2003
- Tomislav Koljatic Maroevic, seit 2003

## Weblinks

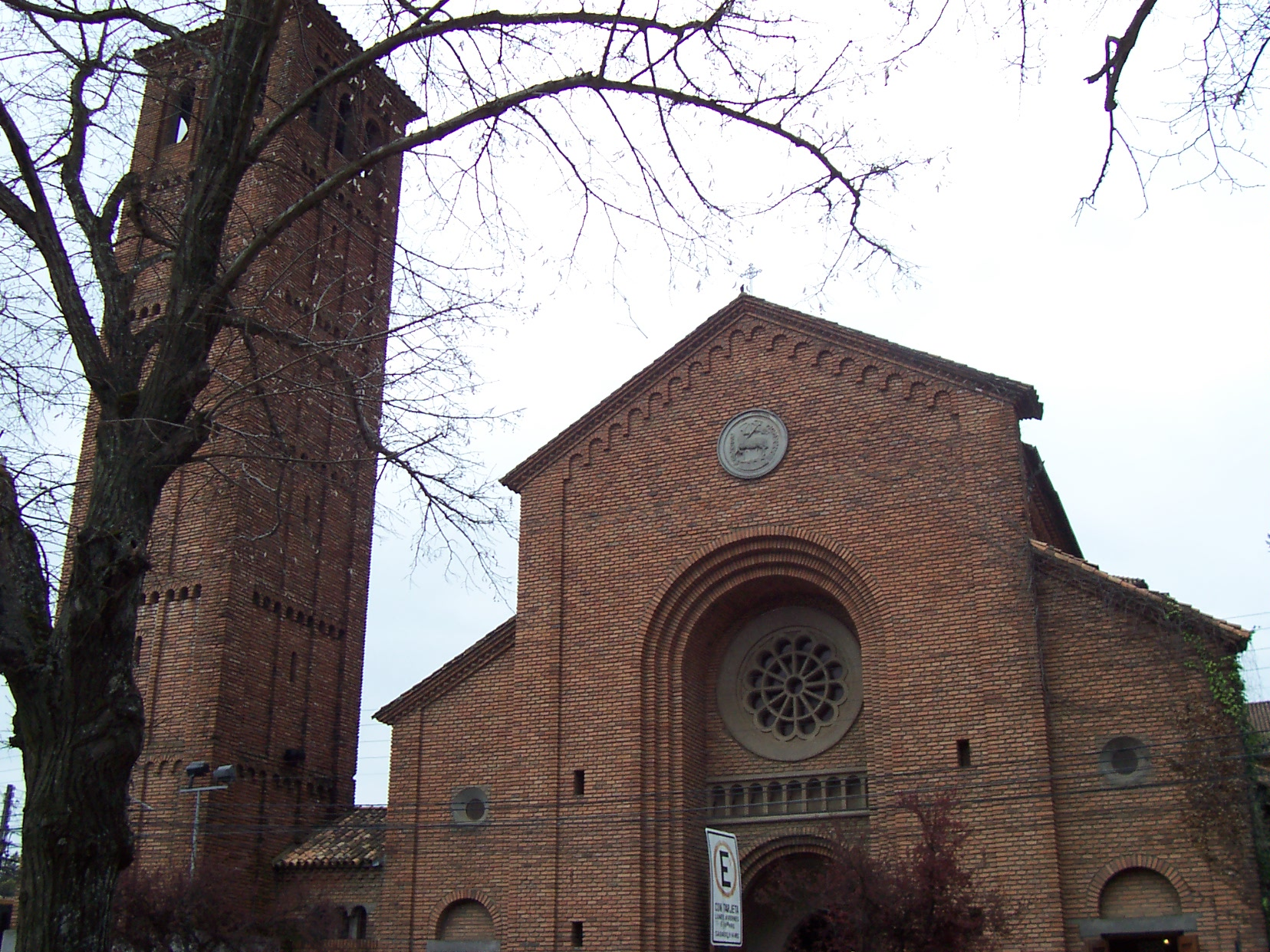
Kathedrale San Ambrosio in Linares